# Great Melton
Great Melton – wieś w Anglii, w hrabstwie Norfolk, w dystrykcie South Norfolk. Leży 11 km na zachód od Norwich i 151 km na północny wschód od Londynu.
Miejscowość liczy 148 mieszkańców.